# Far North Line
| British Rail Class 158 in der Nähe vom Bahnhof Scotscalder |                                    |                                              |                                              |
| |                                    |                                              |                                              |
| Streckenlänge: | 270 km                             |                                              |                                              |
| Spurweite: | 1435 mm (Normalspur)               |                                              |                                              |
| Zweigleisigkeit: | Clachnaharry–Clunes (1913/14–1966) |                                              |                                              |
| |                                    |                                              |                                              |
| \| \| 0,0[1] \| Inverness \| Inverness \| \| \| \| nach Perth und Aberdeen \| \| \| \| \| von Perth und Aberdeen \| \| \| \| \| River Ness, Clachnaharry Swing Bridge \| \| \| \| \| Clachnaharry \| \| \| \| \| Bunchrew \| \| \| \| \| Lentran \| \| \| \| \| Clunes \| \| \| \| \| River Beauly \| \| \| \| 16,3 \| Beauly \| Beauly \| \| \| 21,0 \| Muir of Ord \| Muir of Ord \| \| \| \| ehem. Black Isle Line \| \| \| \| \| Conon Bridge \| \| \| \| \| River Conon \| \| \| \| 30,1 \| Dingwall \| Dingwall \| \| \| \| Kyle of Lochalsh Line \| \| \| \| \| Foulis \| \| \| \| \| Evanton \| \| \| \| \| River Alness \| \| \| \| 46,5 \| Alness \| Alness \| \| \| 50,6 \| Invergordon \| Invergordon \| \| \| \| Delny \| \| \| \| \| Kildary \| \| \| \| \| Nigg \| \| \| \| 65,6 \| Fearn \| Fearn \| \| \| 71,3 \| Tain \| Tain \| \| \| 74,8 \| Meikle Ferry bis 1869 \| Meikle Ferry bis 1869 \| \| \| \| Edderton \| \| \| \| 93,1 \| Ardgay bis 1977: Bonar Bridge \| Ardgay bis 1977: Bonar Bridge \| \| \| 98,2 \| Culrain \| Culrain \| \| \| \| Kyle of Sutherland, Shin Viaduct \| \| \| \| 99,6 \| Invershin \| Invershin \| \| \| 107,8 \| Lairg \| Lairg \| \| \| 111,9 \| Lairg Summit (149 m) \| Lairg Summit (149 m) \| \| \| \| Acheilidh Crossing aufgelassen 1956 \| \| \| \| 123,9 \| Rogart aufgelassen 1960, wiedereröffnet 1961 \| Rogart aufgelassen 1960, wiedereröffnet 1961 \| \| \| 129,6 \| The Mound aufgelassen 1960 \| The Mound aufgelassen 1960 \| \| \| \| ehem. Dornoch Light Railway \| \| \| \| 135,8 \| Golspie \| Golspie \| \| \| 138,8 \| Dunrobin Castle (nur im Sommer); \| Dunrobin Castle (nur im Sommer); \| \| \| \| aufgelassen 1965, bis dahin: Dunrobin, \| \| \| \| \| wiedereröffnet 1985 unter jetzigem Namen \| \| \| \| \| River Brora \| \| \| \| 145,8 \| Brora \| Brora \| \| \| 153,7 \| Loth aufgelassen 1960 \| Loth aufgelassen 1960 \| \| \| \| West Helmsdale aufgelassen 1871 \| \| \| \| 163,9 \| Helmsdale \| Helmsdale \| \| \| 167,8 \| Salzcraggie aufgelassen 1965 \| Salzcraggie aufgelassen 1965 \| \| \| 178,7 \| Kildonan \| Kildonan \| \| \| 184,7 \| Borrobol aufgelassen 1965 \| Borrobol aufgelassen 1965 \| \| \| 190,3 \| Kinbrace \| Kinbrace \| \| \| 202,5 \| Forsinard \| Forsinard \| \| \| 208,4 \| County March Summit (216 m) \| County March Summit (216 m) \| \| \| 215,5 \| Altnabreac \| Altnabreac \| \| \| 230,1 \| Scotscalder \| Scotscalder \| \| \| 234,2 \| Halkirk aufgelassen 1960 \| Halkirk aufgelassen 1960 \| \| \| \| \| \| \| \| 236,90,0 \| Georgemas Junction \| Georgemas Junction \| \| \| \| Hoy aufgelassen 1965 \| \| \| \| 10,7 \| Thurso \| Thurso \| \| \| 241,0 \| Bower aufgelassen 1960 \| Bower aufgelassen 1960 \| \| \| 247,4 \| Watten aufgelassen 1960 \| Watten aufgelassen 1960 \| \| \| 251,1 \| Bilbster aufgelassen 1960 \| Bilbster aufgelassen 1960 \| \| \| \| ehem. Wick and Lybster Railway \| \| \| \| 259,4 \| Wick \| Wick \| |                                    |                                              |                                              |
| Kopfbahnhof Streckenanfang | 0,0                                | Inverness                                    | Inverness                                    |
| Abzweig geradeaus und nach rechts |                                    | nach Perth und Aberdeen                      | nach Perth und Aberdeen                      |
| Abzweig geradeaus und von rechts |                                    | von Perth und Aberdeen                       | von Perth und Aberdeen                       |
| Brücke über Wasserlauf |                                    | River Ness, Clachnaharry Swing Bridge        | River Ness, Clachnaharry Swing Bridge        |
| ehemaliger Bahnhof |                                    | Clachnaharry                                 | Clachnaharry                                 |
| ehemaliger Bahnhof |                                    | Bunchrew                                     | Bunchrew                                     |
| ehemaliger Bahnhof |                                    | Lentran                                      | Lentran                                      |
| ehemaliger Bahnhof |                                    | Clunes                                       | Clunes                                       |
| Brücke über Wasserlauf |                                    | River Beauly                                 | River Beauly                                 |
| Haltepunkt / Haltestelle | 16,3                               | Beauly                                       | Beauly                                       |
| Bahnhof | 21,0                               | Muir of Ord                                  | Muir of Ord                                  |
| Abzweig geradeaus und ehemals nach rechts |                                    | ehem. Black Isle Line                        | ehem. Black Isle Line                        |
| Haltepunkt / Haltestelle |                                    | Conon Bridge                                 | Conon Bridge                                 |
| Brücke über Wasserlauf |                                    | River Conon                                  | River Conon                                  |
| Bahnhof | 30,1                               | Dingwall                                     | Dingwall                                     |
| Abzweig geradeaus und nach links |                                    | Kyle of Lochalsh Line                        | Kyle of Lochalsh Line                        |
| ehemaliger Haltepunkt / Haltestelle |                                    | Foulis                                       | Foulis                                       |
| ehemaliger Bahnhof |                                    | Evanton                                      | Evanton                                      |
| Brücke über Wasserlauf |                                    | River Alness                                 | River Alness                                 |
| Haltepunkt / Haltestelle | 46,5                               | Alness                                       | Alness                                       |
| Bahnhof | 50,6                               | Invergordon                                  | Invergordon                                  |
| ehemaliger Bahnhof |                                    | Delny                                        | Delny                                        |
| ehemaliger Bahnhof |                                    | Kildary                                      | Kildary                                      |
| ehemaliger Haltepunkt / Haltestelle |                                    | Nigg                                         | Nigg                                         |
| Haltepunkt / Haltestelle | 65,6                               | Fearn                                        | Fearn                                        |
| Bahnhof | 71,3                               | Tain                                         | Tain                                         |
| ehemaliger Bahnhof | 74,8                               | Meikle Ferry bis 1869                        | Meikle Ferry bis 1869                        |
| ehemaliger Bahnhof |                                    | Edderton                                     | Edderton                                     |
| Bahnhof | 93,1                               | Ardgay bis 1977: Bonar Bridge                | Ardgay bis 1977: Bonar Bridge                |
| Haltepunkt / Haltestelle | 98,2                               | Culrain                                      | Culrain                                      |
| Brücke über Wasserlauf |                                    | Kyle of Sutherland, Shin Viaduct             | Kyle of Sutherland, Shin Viaduct             |
| Haltepunkt / Haltestelle | 99,6                               | Invershin                                    | Invershin                                    |
| Bahnhof | 107,8                              | Lairg                                        | Lairg                                        |
| Kulminations-/Scheitelpunkt | 111,9                              | Lairg Summit (149 m)                         | Lairg Summit (149 m)                         |
| ehemaliger Dienststation / Betriebs- oder Güterbahnhof |                                    | Acheilidh Crossing aufgelassen 1956          | Acheilidh Crossing aufgelassen 1956          |
| Bahnhof | 123,9                              | Rogart aufgelassen 1960, wiedereröffnet 1961 | Rogart aufgelassen 1960, wiedereröffnet 1961 |
| ehemaliger Bahnhof | 129,6                              | The Mound aufgelassen 1960                   | The Mound aufgelassen 1960                   |
| Abzweig geradeaus und ehemals nach rechts |                                    | ehem. Dornoch Light Railway                  | ehem. Dornoch Light Railway                  |
| Haltepunkt / Haltestelle | 135,8                              | Golspie                                      | Golspie                                      |
| Haltepunkt / Haltestelle | 138,8                              | Dunrobin Castle (nur im Sommer);             | Dunrobin Castle (nur im Sommer);             |
| Strecke |                                    | aufgelassen 1965, bis dahin: Dunrobin,       | aufgelassen 1965, bis dahin: Dunrobin,       |
| Strecke |                                    | wiedereröffnet 1985 unter jetzigem Namen     | wiedereröffnet 1985 unter jetzigem Namen     |
| Brücke über Wasserlauf |                                    | River Brora                                  | River Brora                                  |
| Bahnhof | 145,8                              | Brora                                        | Brora                                        |
| ehemaliger Haltepunkt / Haltestelle | 153,7                              | Loth aufgelassen 1960                        | Loth aufgelassen 1960                        |
| ehemaliger Bahnhof |                                    | West Helmsdale aufgelassen 1871              | West Helmsdale aufgelassen 1871              |
| Bahnhof | 163,9                              | Helmsdale                                    | Helmsdale                                    |
| ehemaliger Haltepunkt / Haltestelle | 167,8                              | Salzcraggie aufgelassen 1965                 | Salzcraggie aufgelassen 1965                 |
| Haltepunkt / Haltestelle | 178,7                              | Kildonan                                     | Kildonan                                     |
| ehemaliger Haltepunkt / Haltestelle | 184,7                              | Borrobol aufgelassen 1965                    | Borrobol aufgelassen 1965                    |
| Haltepunkt / Haltestelle | 190,3                              | Kinbrace                                     | Kinbrace                                     |
| Bahnhof | 202,5                              | Forsinard                                    | Forsinard                                    |
| Kulminations-/Scheitelpunkt | 208,4                              | County March Summit (216 m)                  | County March Summit (216 m)                  |
| Bahnhof | 215,5                              | Altnabreac                                   | Altnabreac                                   |
| Haltepunkt / Haltestelle | 230,1                              | Scotscalder                                  | Scotscalder                                  |
| ehemaliger Bahnhof | 234,2                              | Halkirk aufgelassen 1960                     | Halkirk aufgelassen 1960                     |
| Abzweig geradeaus und von links · Strecke von rechts |                                    |                                              |                                              |
| Bahnhof · Strecke | 236,90,0                           | Georgemas Junction                           | Georgemas Junction                           |
| Strecke · ehemaliger Haltepunkt / Haltestelle |                                    | Hoy aufgelassen 1965                         | Hoy aufgelassen 1965                         |
| Strecke · Kopfbahnhof Streckenende | 10,7                               | Thurso                                       | Thurso                                       |
| ehemaliger Haltepunkt / Haltestelle | 241,0                              | Bower aufgelassen 1960                       | Bower aufgelassen 1960                       |
| ehemaliger Bahnhof | 247,4                              | Watten aufgelassen 1960                      | Watten aufgelassen 1960                      |
| ehemaliger Haltepunkt / Haltestelle | 251,1                              | Bilbster aufgelassen 1960                    | Bilbster aufgelassen 1960                    |
| Abzweig geradeaus und ehemals von rechts |                                    | ehem. Wick and Lybster Railway               | ehem. Wick and Lybster Railway               |
| Kopfbahnhof Streckenende | 259,4                              | Wick                                         | Wick                                         |

Die Far North Line ist die nördlichste Eisenbahnlinie Großbritanniens. Sie verbindet Inverness mit Wick und Thurso.

## Geschichte
Die Far North Line wurde in mehreren Abschnitten durch vier verschiedene Gesellschaften erbaut:
| Abschnitt                                    | Eröffnet | Gesellschaft                     |
| -------------------------------------------- | -------- | -------------------------------- |
| Inverness–Dingwall                           | 1862     | Inverness and Ross-shire Railway |
| Dingwall–Invergordon                         | 1863     | Inverness and Ross-shire Railway |
| Invergordon–Bonar Bridge (seit 1977: Ardgay) | 1864     | Inverness and Ross-shire Railway |
| Bonar Bridge–Golspie                         | 1868     | Sutherland Railway               |
| Dunrobin – West Helmsdale                    | 1870     | Duke of Sutherland’s Railway     |
| Golspie–Dunrobin                             | 1871     | Duke of Sutherland’s Railway     |
| Helmsdale–Wick and Thurso                    | 1874     | Sutherland and Caithness Railway |

George Sutherland-Leveson-Gower, 3. Duke of Sutherland (1828–1892), war ein begeisterter Hobby-Eisenbahner, der – er war einer der reichsten Männer Großbritanniens seiner Zeit – nicht nur die Duke of Sutherland’s Railway finanzierte, sondern sich auch privat eine Lokomotive, Dunrobin, zulegte und sie auch selbst fuhr, sowie einen Salonwagen, um seine Gäste spazieren fahren zu können. Dazu zählte auch Königin Victoria. Ursprünglich hatte er sogar geplant, die Strecke mit einem Tunnel unter seinem Schloss zu verlegen, wovon dann allerdings Abstand genommen wurde, weil es die Parkanlagen zu sehr beeinträchtigt hätte. Zur Eröffnung seiner Eisenbahn waren der damalige Prince of Wales und seine Ehefrau, Prince Edward und Alexandra, eingeladen worden und gekommen.
Bis 1884 absorbierte die 1865 aus mehreren um Inverness tätigen Gesellschaften hervorgegangene Highland Railway (HR) die vier Gesellschaften, deren Strecken sie schon zuvor betrieben hatte. 1914 baute sie den Abschnitt zwischen Clachnaharry und Clunes zweigleisig aus. 1923 wurde die Highland Railway im Rahmen der von der britischen Regierung infolge des Ersten Weltkriegs betriebenen Konsolidierungspolitik für die Eisenbahnen des Vereinigten Königreichs von der London, Midland and Scottish Railway übernommen. Von 1948 bis 1997 betrieb dann die Staatsbahn British Rail die Far North Line, im Rahmen der Privatisierung übernahm Scotrail den Betrieb. Von 2005 bis März 2015 war die Konzession im Besitz von First ScotRail, am 1. April 2015 übernahm Abellio ScotRail den Betrieb. Am 1. April 2022 übernahm die schottische Regierung den Betrieb des ScotRail-Franchises in eigene Regie, nachdem der Vertrag von Abellio ausgelaufen war. Die Marke ScotRail wurde wie bei den vorigen Betreiberwechseln beibehalten.
Vor allem während des Ersten Weltkriegs hatte die Far North Line strategische Bedeutung als einzige landseitige Versorgungslinie zur Marinebasis Scapa Flow auf den Orkneyinseln. Aufgrund ihrer Trassierung zwischen Golspie und Helmsdale, unmittelbar an der Küstenlinie, befand sie sich in einer sehr exponierten Lage für Angriffe von der Seeseite. Ein inoffiziell Jellicoe Express genannter Expresszug verband Thurso zwischen 1917 und 1919 direkt mit London Euston und Portsmouth. 
Von 1903 bis 1944 bestand eine Anschlussstrecke von Wick nach Lybster, die Wick and Lybster Railway. Eine weitere Zweigstrecke existierte mit der Dornoch Light Railway zwischen 1902 und 1960 zwischen dem Bahnhof The Mound und Dornoch. Im Bahnhof von Muir of Ord zweigte zwischen 1894 und 1960 eine Nebenstrecke nach Fortrose auf der Black Isle ab, die bis 1951 auch im Personenverkehr bedient wurde. Weitere Planungen für den Bau von Zweigstrecken entstanden vor allem Ende des 19. Jahrhunderts. In der Diskussion waren Strecken von Fearn nach Portmahomack, von Culrain nach Lochinver, von Lairg nach Laxford Bridge, von Forsinard nach Melvich und Portskerra sowie von Thurso nach Scrabster und nach Gills Bay in der Nähe von John o’ Groats. Alle diese Planungen scheiterten an der fehlenden Wirtschaftlichkeit des Eisenbahnbaus in den extrem dünn besiedelten Northwest Highlands.

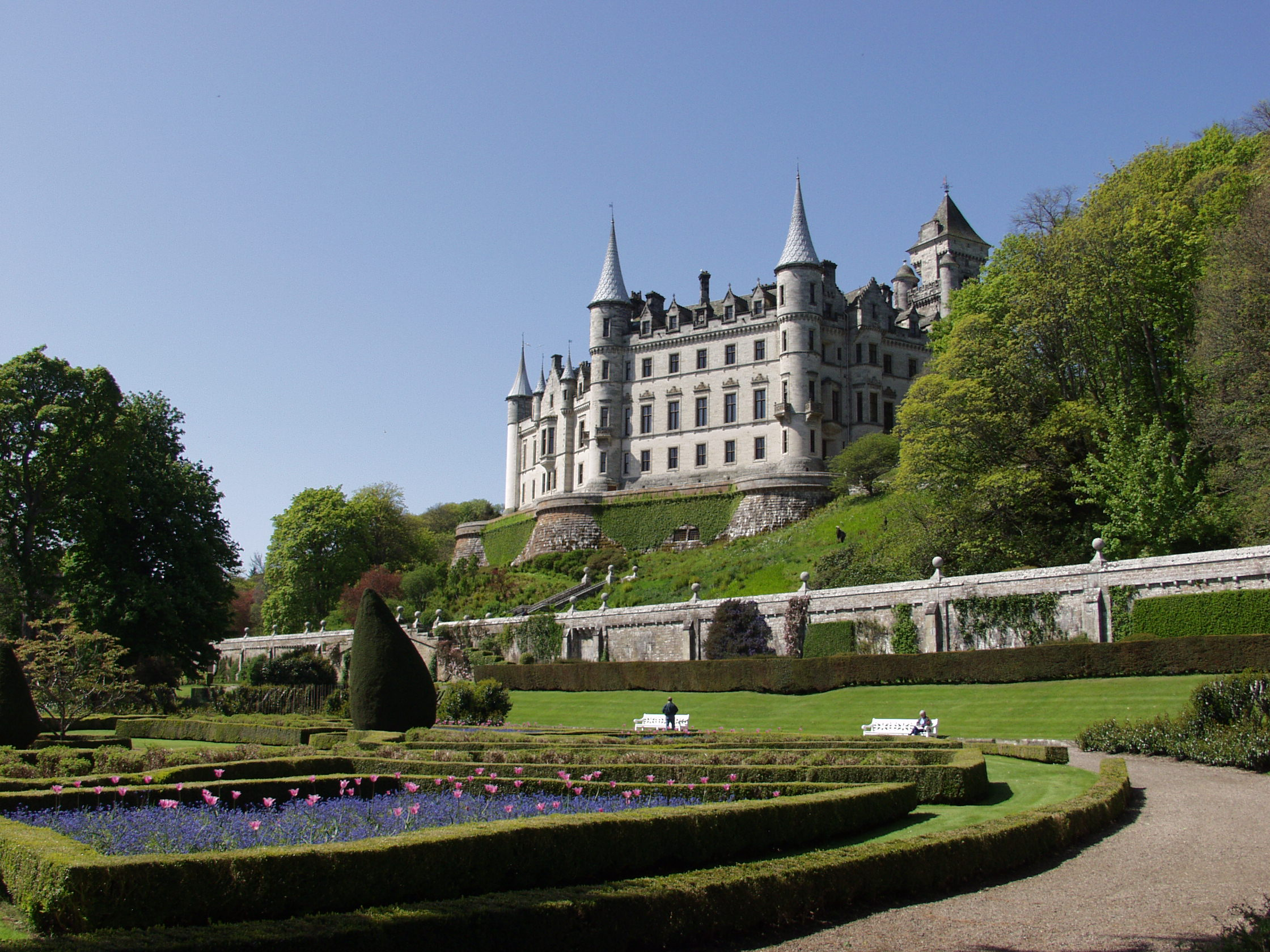
Dunrobin Castle – Sitz der Dukes of Sutherland

Im Zuge der Beeching-Axt sollte die Strecke Mitte der 1960er Jahre eingestellt werden. Erheblicher lokaler Widerstand sorgte dafür, dass die Stilllegung der gesamten Strecke abgewendet werden konnte, jedoch wurden diverse Unterwegsbahnhöfe für den Personenverkehr aufgegeben und der zweigleisige Abschnitt zwischen Clunes und Clachnaharry verlor 1966 wieder sein zweites Gleis. Ab Mitte der 1970er Jahre wurden, beginnend mit dem Bahnhof von Muir of Ord im Jahr 1976, ein Teil der eingestellten Stationen wieder in Betrieb genommen. Als der Haltepunkt Dunrobin 1965 (wiedereröffnet 1985 als Dunrobin Castle) aufgegeben wurde, bestand theoretisch ein Recht des jeweiligen Duke of Sutherland, jeden planmäßigen Zug anhalten zu dürfen, wenn er ihn benutzen wollte, ein Recht, das sich noch aus der Zeit ableitete, als seine Vorfahren Eigentümer dieses Streckenabschnitts waren. Ob davon Gebrauch gemacht wurde, ist nicht bekannt. Das Empfangsgebäude gehört ihm heute noch.

## Betrieb
Die Strecke gehört zum Netz von ScotRail, seit April 2015 wird dieses von Abellio betrieben. Auf ihrer ganzen Länge verkehren (Stand: Oktober 2019) von Montag bis Samstag täglich vier Züge, Sonntags einer. Sie sind etwa 4 ½ Stunden unterwegs. Im südlichen Abschnitt, zwischen Inverness und Ardgay, gibt es zusätzliche Züge. Zwischen Inverness und Dingwall ist die Strecke Bestandteil eines regionalen Verkehrsverbundes mit dem Namen Invernet.

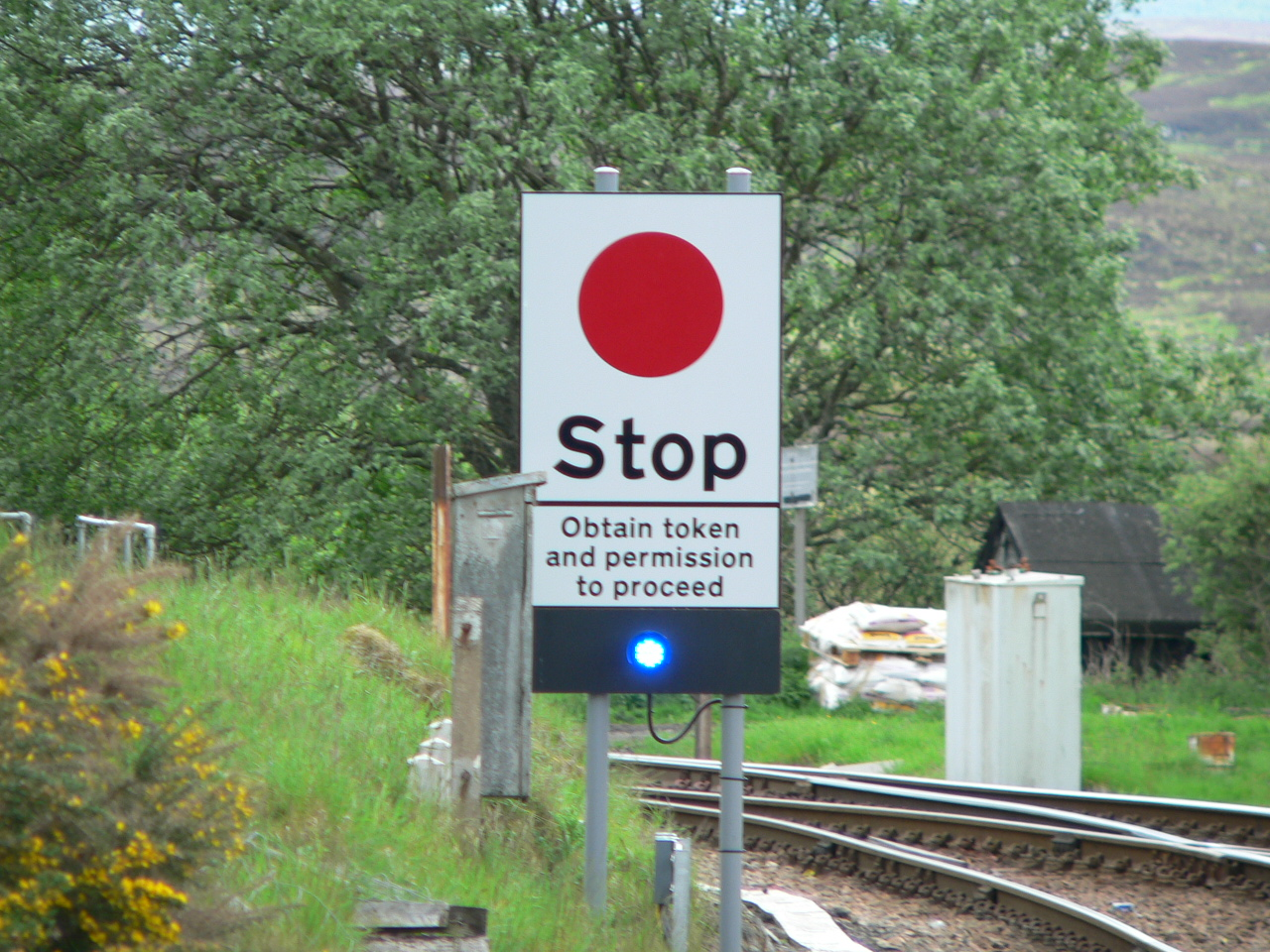
Das Signal zeigt den Beginn eines RETB-Abschnitts an.

Die Strecke wird ohne Form- oder Lichtsignale befahren. Stattdessen kommt seit 1985 das Radio Electronic Token Block zum Einsatz: Der Triebfahrzeugführer fordert über Funk jeweils eine Fahrerlaubnis bis zum nächsten Bahnhof an. Die das System steuernde zentrale Betriebsleitung sitzt in Dingwall. Die Weichen werden vom Triebfahrzeugführer gestellt. Der Betrieb der Strecke kommt so ohne örtliche Fahrdienstleiter aus.
Züge aus Inverness fahren nach Georgemas Junction, wechseln dort die Fahrtrichtung und bedienen zunächst die Zweigstrecke nach Thurso. Von dort kehrt der Zug zurück nach Georgemas Junction, um dann weiter nach Wick zu fahren. In der Gegenrichtung wird genau umgekehrt verfahren.

## Strecke

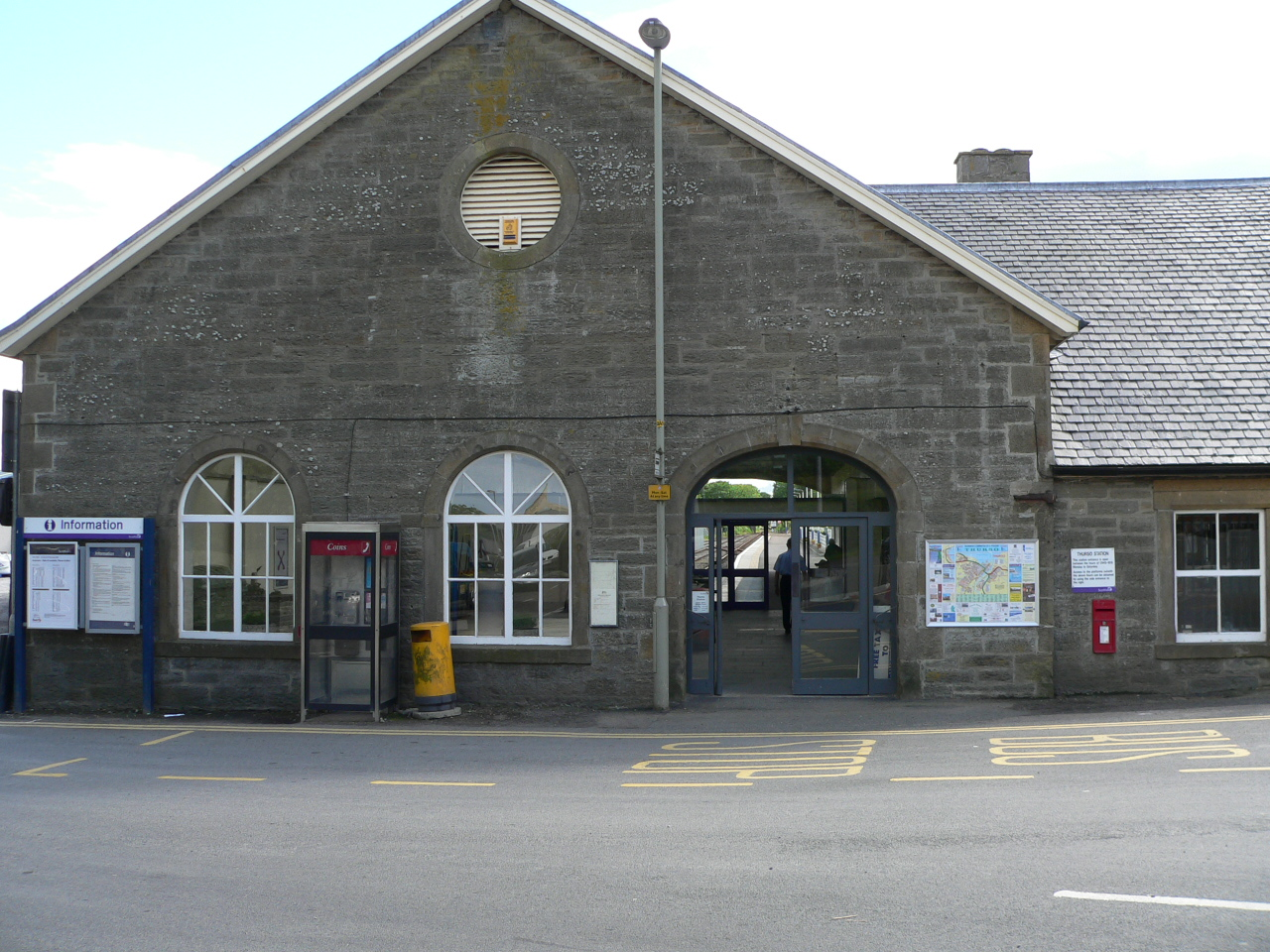
Bahnhof Thurso, Straßenseite

Die Trasse verläuft zwischen Inverness und Tain entlang der Küste des Moray Firth. Zwischen Tain und Golspie machte die Linie einen weiten Umweg ins Landesinnere entlang des Dornoch Firth und über Lairg. Diese Streckenführung wurde gewählt, um den zentralen Teil von Sutherland besser zu erschließen. In der Vergangenheit gab es wiederholt Pläne, die Strecke über Dornoch abzukürzen, was aber nie umgesetzt wurde. Ab Golspie verläuft die Strecke wieder entlang der Nordseeküste, ab Helmsdale erneut durch das schwach besiedelte Landesinnere. Dies wurde durch die Topografie der Steilküste verursacht, die es nicht ermöglichte, die an der Küste gelegenen Orte von Süden her anzubinden. Bei Georgemas verzweigt sich die Strecke; der nördliche Zweig führt nach Thurso, dem nördlichsten Bahnhof Schottlands, der andere weiter östlich nach Wick.

## Wissenswert
- Es gibt einen Verein, der sich für die Strecke, die darauf Reisenden und die Nutzer einsetzt: Friends of the Far North Line. Er publiziert regelmäßig eine kleine Zeitschrift, Newsletter of the Friends of the Far North Line.
- Im Bahnhof von Dingwall ist eine Erinnerungstafel angebracht, die darauf hinweist, dass hier im Ersten Weltkrieg 134.864 Seeleute und Soldaten mit Tee versorgt worden seien.[9]
- Neben dem Bahnhof Rogart bietet ein Hostel Übernachtungen in ehemaligen Schlafwagen an.

## Weitere Bilder

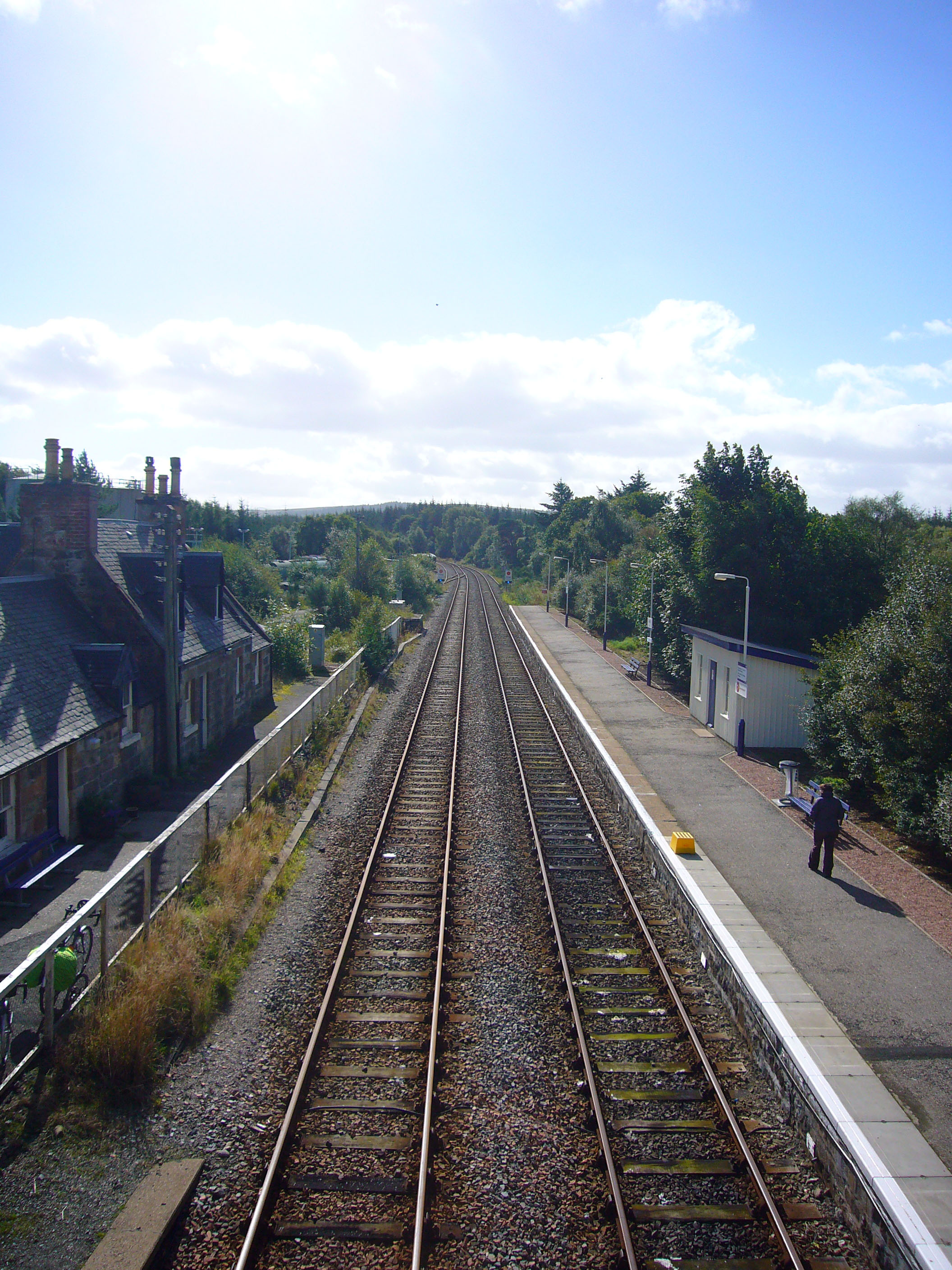
Bahnhof Lairg
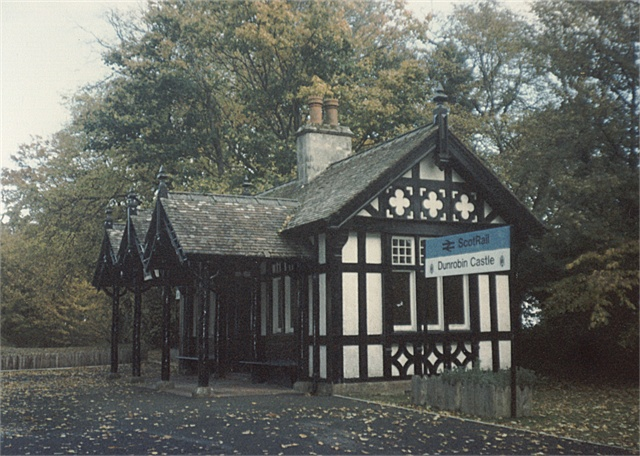
Haltepunkt Dunrobin
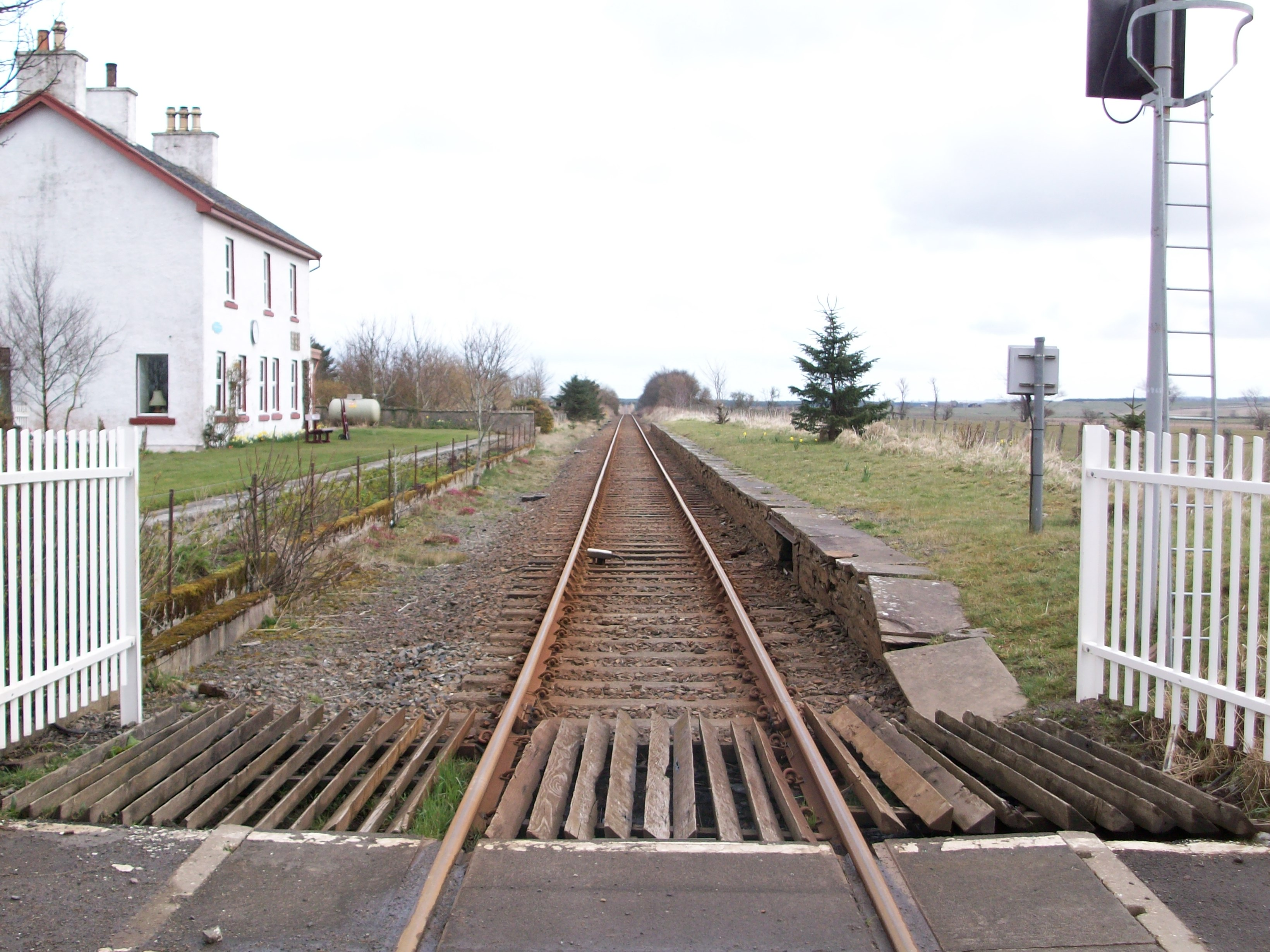
Aufgegebener Haltepunkt Watten
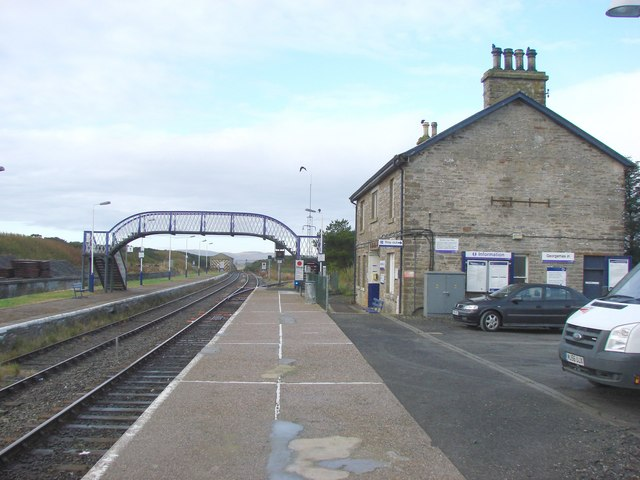
Georgemas Junction
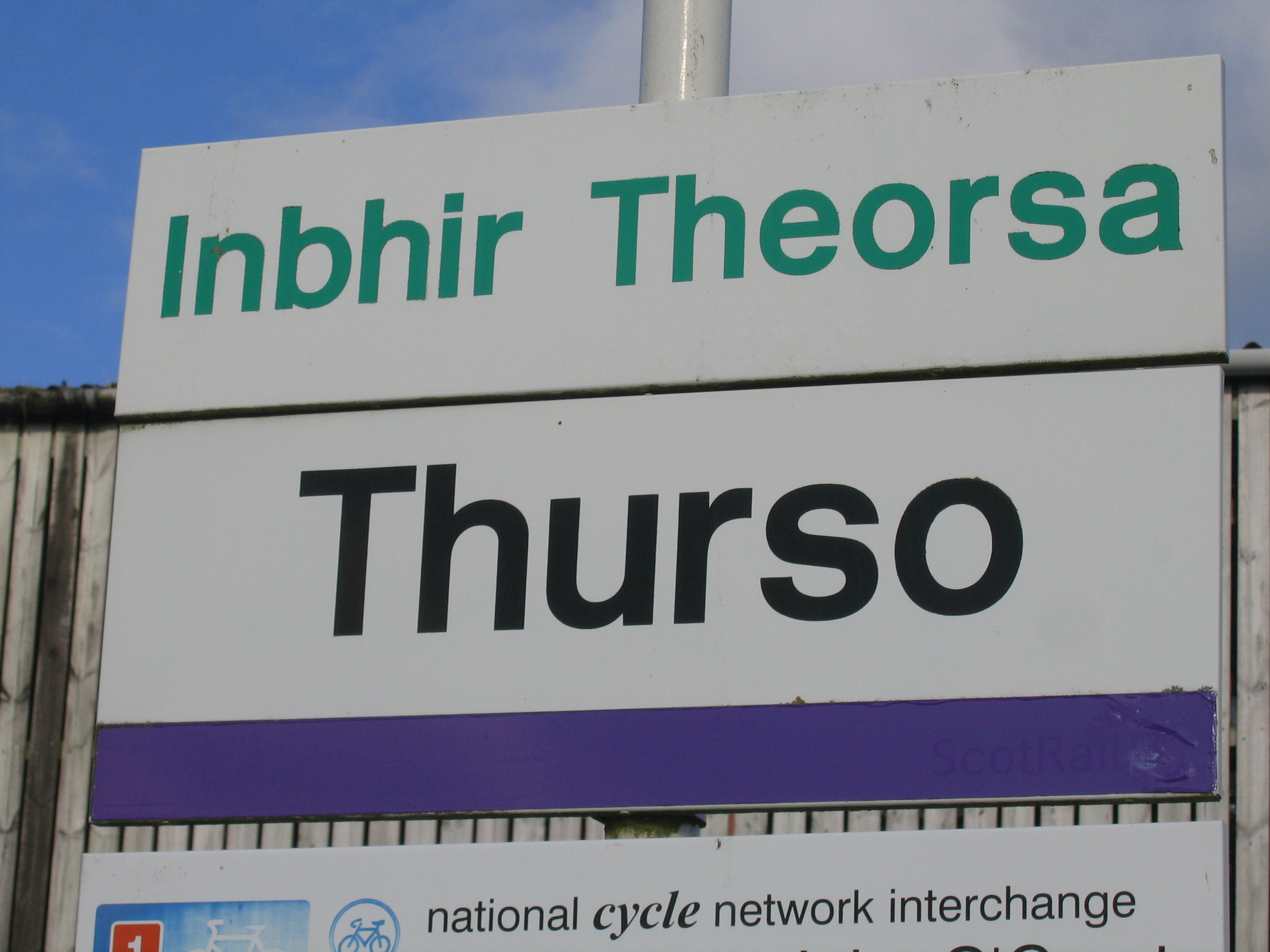
Bahnhofsschild Thurso
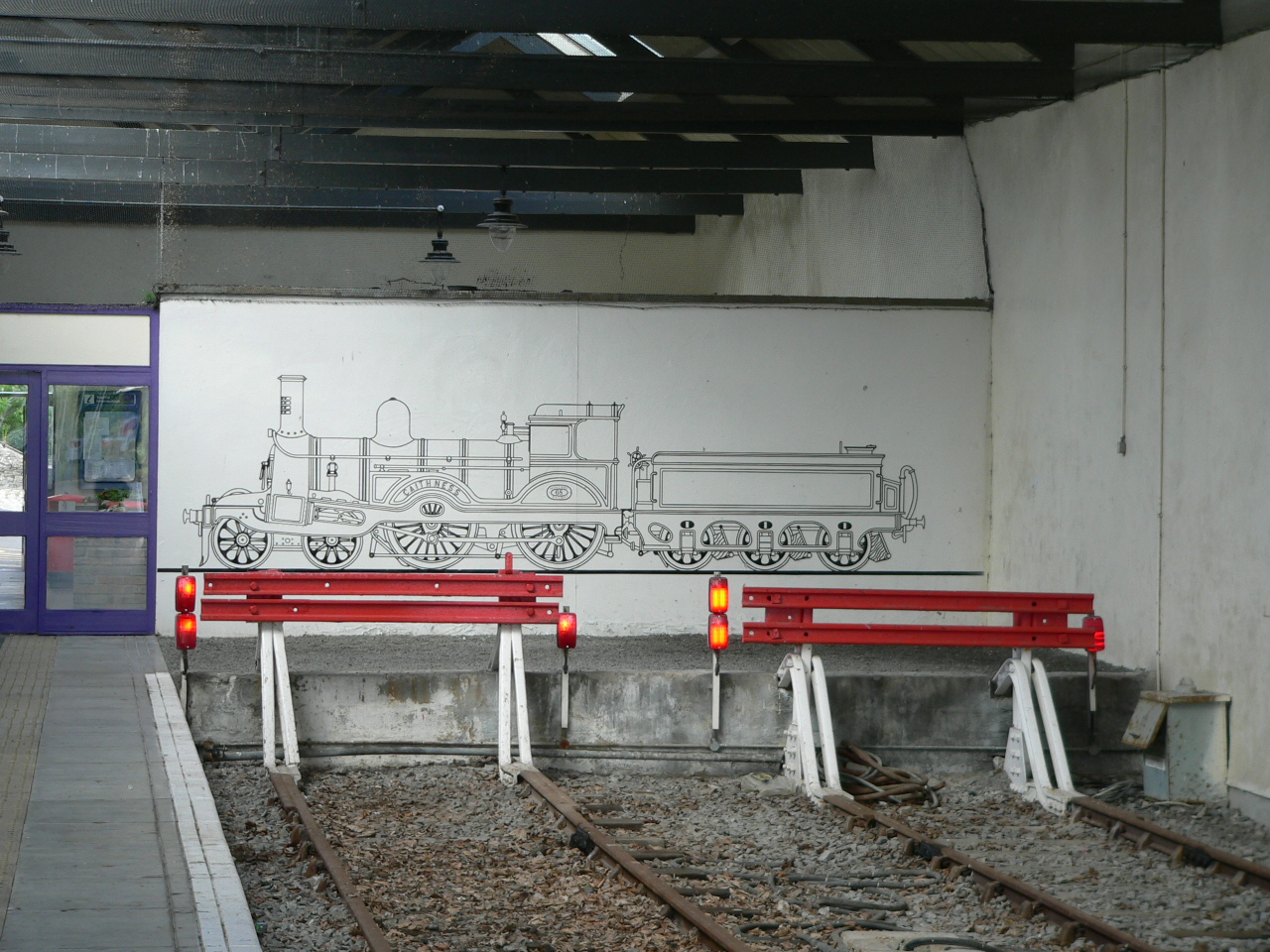
Gleisende in Thurso
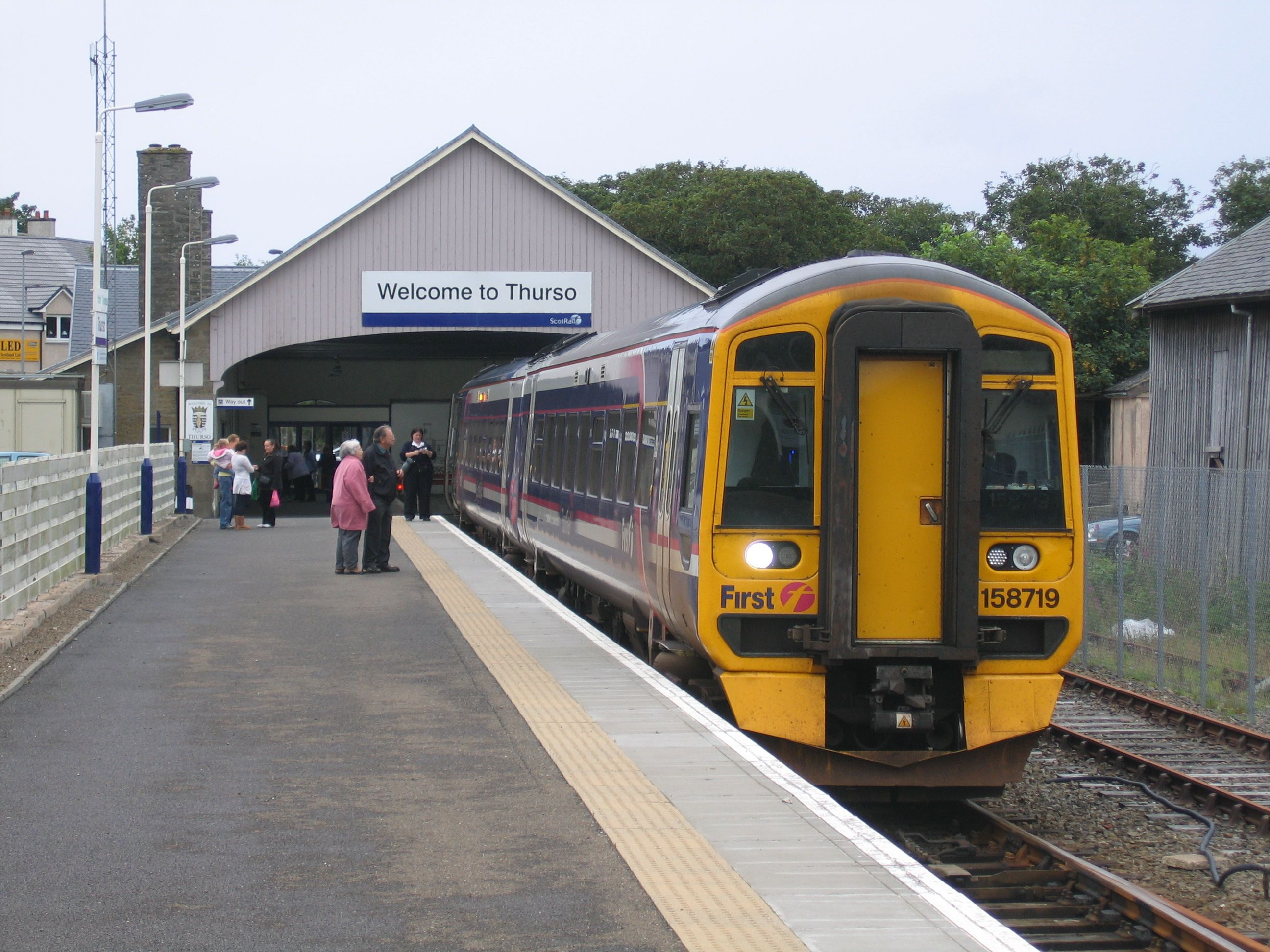
Bahnhof Thurso
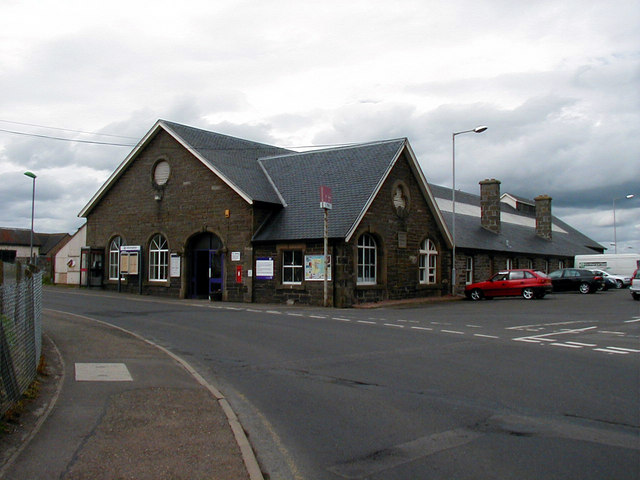
Bahnhof Wick, Straßenseite